# أغاروم
أغاروم (وتقال أيضًا أغارو أو أكاروم، بالمسمارية: أ-كا-روم أو أ-غا-روم) هو إسم عَلَم في الشرق الأدنى يعود إلى العصر البرونزي، وربما يكون اسمًا جغرافيًا لمنطقة أو جزيرة في شرق شبه الجزيرة العربية والخليج العربي. بشكل عام فقد رُبِط أغاروم مع جزيرة فيلكا الكويتية، حيث عرفت باسم كي-أر عند الآراميين وإيكاروس في العصر الهيلنستي، ومعبد إكارا في فيلكا هو أحد المواقع المحتملة. وأحيانًا يربط أغاروم بمدينة هجر في العصور الوسطى، ما بين منطقة واحة الأحساء في السعودية وجزيرة البحرين في إقليم البحرين.
ظهر اسم أغاروم في النصف الأول من الألفية 2 ق.م، وقد ورد ذكره في نقوش حضارة دلمون القديمة (البحرين الحالية). وارتبط أجاروم بالإله إنزاك، وهو إله رئيسي لآلهة دلمون. أطلق العديد من ملوك الدلمونيين على أنفسهم لقب "خدام إنزاك أغاروم"؛ كان من بين هؤلاء الملوك رمم (القرن 18 ق.م) وياجلي إيل (القرنان 18 و17 ق.م) وسومو ليل (القرن 16 ق.م). كما تم توثيق "إنزاك أغاروم" على العديد من النقوش من فيلكا، والتي كانت مركزًا ثقافيًا مهمًا لإنزاك خلال النصف الأول من الألفية 2 ق.م.

## المواقع المحتملة

### جزيرة فيلكا الكويتية
يُعتقد أن أغاروم في (أو هي) جزيرة فيلكا القريبة من السواحل الكويتية. وكانت فيلكا المركز الرئيسي لعبادة إنزاك، وكان إسمها الآرامي (كي-آر) أواخر الألفية 1 ق.م، وربما كان يرمز إلى أكار، ومن المحتمل أن يكون البديل غير المتزامن لأكاروم. يمكن النظر إلى الآرامية (بيل أكار أو عكار) على أنها إعادة تفسير متأخرة لـ "إنزاك أغاروم" القديمة.
وفي العصور الهلنستية عُرفت فيلكا باسم إيكاروس. وفقًا لأناباسيس الإسكندر فقد أطلق الإسكندر الأكبر هذا الاسم تيمنًا باسم جزيرة في بحر إيجة تحمل الاسم نفسه. ربما كان الاسم اليوناني مبنيًا على أصل اشتقاق شعبي من كي-آر. وآوت كل من فيلكا وإيكاروس اليونانية عبدة الثيران [الإنجليزية]
 مما جعل تطابق الهوية أكثر إغراءً.
ويشبه إسم أكاروم اسم معبد إكارا الذي كان يقع في فيلكا. غالبًا ما قام كتبة بلاد الرافدين القدماء بتحويل الكلمات الأجنبية لجعلها مرضية في نظام الكتابة الخاص بهم. يحتوي إي-كارا على أصل مسماري معقول؛ إي بالسومرية تعني "البيت" أو "المعبد". من غير المعروف ما هو الإله إكارا الذي تم تكريسه، لكن الأدلة الظرفية تشير إلى الإله شمش. قام ملوك هجر الهلنستية بسك عملات معدنية باسم شمش، الذي ربما كان الإله الرئيسي للدولة.
كان شمش مرتبطا بأشجار النخيل. قد يشير هذا إلى أن عكارا وهجر الأحسائية كلها مرتبطة اشتقاقيًا. ومع ذلك يصبح هذا التخمين غير مهم إذا تم قبول أصل كلمة هجر الفارسي أو العربي. علاوة على ذلك تم توثيق أكاروم فقط في الألفية الثانية قبل الميلاد، بينما ظهر إكارا لأول مرة في الألفية الأولى قبل الميلاد.
اقتراح آخر هو أن الاسم الهلنستي إيكاروس مشتق من إكارا : اسم إي-كارا قد يبدو لهيليني لا يمكن تمييزه عن جزيرة إيكاريا اليونانية. إذا كان الأمر كذلك، فإن كي-آر هي مجرد ترجمة صوتية آرامية لإكاروس. ومع ذلك لا يوجد دليل على وجود معبد يُدعى إكارا في العصر البابلي الحديث، مما يعني أن اسمه لم يعد موجودا في تلك المرحلة، أي قبل قرون من غزوات الإسكندر. والأرجح أن أكاروم وأكار وكي-آر وإيكاروس كلها أشكال مختلفة لنفس الأسماء الجغرافية القديمة.

### واحة الإحساء
هناك احتمال آخر وهو أن أغاروم قد يشير إلى البر الرئيسي الشرقي للجزيرة العربية، مقابل جزيرة البحرين. تنص تلك الفرضية على أن حضارة دلمون تركزت في البداية حول واحة الأحساء، ثم انتقلت السلطة لاحقًا إلى البحرين، وظلت الرابطة الدينية مع أغاروم قائمة. ووفقًا لهذا التفسير فقد اعتبر أغاروم الموطن الأصلي للإله إنزاك.
هناك عملات معدنية هلنستية تعود للقرن 2 ق.م تحتوي على نقش "حريتات ملك هجر" - اسم هجر مشابه بشكل ملحوظ لأغاروم. وتعادل الهلنستية هاجر بشكل أكبر مع مدينة هجر في القرون الوسطى أو الهفوف حاليا، وهي المركز الحضري الرئيسي في واحات الأحساء. ومن المثير للاهتمام أن الأحساء مزدهرة بمزارع النخيل؛ كما ارتبط إنزاك بالنخيل.
تم انتقاد هذه الفرضية على أساس أن هناك فجوة تزيد عن ألف عام بين ذكر الدلمونيين لأغاروم و "ملك هجر" الهلنستي. لم يُعرف سوى ثلاث عملات تذكر هجر، اثنتان من سوسة وواحدة بدون أصل. هناك فرضية متنافسة تحدد عملة هجر مع دومة الجندل في شمال شبه الجزيرة العربية.
إشكالية مماثلة هي تحديد هاجر الهلنستية أو هجر الأحسائية اللاحقة. وفقًا للعلماء العرب، فإن هجر هي مُعرَّبة من هكار الفارسية. وبدلاً من ذلك يمكن أن تشتق هاجر و / أو هجر من هجر العربية الجنوبية القديمة وتعني "مدينة (محصنة)". في الواقع ذكر المؤرخ اليمني أبو محمد الهمداني من القرن العاشر عدة مدن بهذا الاسم.

### جزيرة البحرين
تعتقد هيئة البحرين للثقافة والآثار أن موقع أغاروم هو "في الواقع الاسم الذي استخدمه الدلمون القدماء في الأصل لدلمون" - أي جزيرة البحرين.

## أغاروم القبيلة
يبدو أن النقوش الدلمونية تعتبر أغاروم موطنًا للإله إنزاك. تم تقديم تفسير آخر في 1880 من قبل الباحث هنري رولنسون، الذي فهم النصوص الملكية على أنها تشير إلى أن الملوك أنفسهم كانوا من "أغاروم". وقد ترجم اللقب الملكي الأغاري على أنه "عبد [الإله] إنزاك [رجل قبيلة] أغاروم". ولكن لم تتفق الدراسات الحديثة مع تفسير رولينسون.